# Scotiabank Arena
Die Scotiabank Arena (bis 2018: Air Canada Centre) ist eine Mehrzweckarena in der kanadischen Stadt Toronto, Provinz Ontario. Sie liegt an der Bay Street unweit des Ufers des Ontariosees neben dem Hauptbahnhof (Union Station), ist im Besitz der Maple Leaf Sports & Entertainment Ltd. und trägt den Sponsorennamen der Scotiabank. Die 1999 eröffnete Halle mit einer Größe von 62.000 m², wegen ihrer äußeren Erscheinung und des früheren Namenssponsors Air Canada auch als „The Hangar“ bezeichnet, wird hauptsächlich als Sportarena genutzt. Die Scotiabank Arena ist die offizielle Heimspielarena der Toronto Raptors in der NBA (Basketball), der Toronto Maple Leafs in der NHL (Eishockey) und von Toronto Rock in der NLL (Lacrosse). Auch andere kulturelle Ereignisse wie Konzerte und Theatervorführungen finden dort statt.

## Geschichte
Die Initiative für den Bau des Stadions ging von John Bitove aus, dem Besitzer der 1995 gegründeten Basketballmannschaft Toronto Raptors. Die Raptors spielten im nahe gelegenen SkyDome (heute: Rogers Centre), der für Basketballspiele jedoch ungeeignet war. Die Grundsteinlegung der auf die Bedürfnisse von Basketball ausgerichteten Halle erfolgte am 12. März 1997. Kurz nach Beginn der Bauarbeiten beteiligte sich Maple Leaf Sports & Entertainment (MLSE) an dem Projekt. MLSE suchte für die Maple Leafs nach einem Ersatz für die veraltete und zu klein gewordene Eishockeyhalle Maple Leaf Gardens und übernahm das Franchise der Raptors.
Das vom Architekturbüro Brisbin Brook Beynon entworfene Air Canada Centre befindet sich auf dem Gelände eines ehemaligen Sortierzentrums der kanadischen Post. Die Süd- und Ostfassade dieses Gebäudes blieben bestehen. Direkt neben der Halle entstand ein 15-stöckiges Bürohochhaus. In den Gebäudekomplex integriert wurde auch das Best Buy Theatre, ein Theatersaal mit 5.200 Sitzplätzen. Darüber hinaus besteht eine direkte Verbindung zur Union Station.
Am 19. Februar 1999 wurde das Air Canada Centre offiziell eröffnet. Einen Tag später fand das erste NHL-Spiel statt, das die Maple Leafs gegen die Canadiens de Montréal gewannen. Wiederum einen Tag später, am 21. Februar wurde das erste NBA-Spiel ausgetragen, wobei die Raptors gegen die Vancouver Grizzlies spielten. Am 6. Februar 2000 fand im Air Canada Center das 50. National Hockey League All-Star Game statt. Die Lacrosse-Mannschaft Toronto Rock trug ihr erstes Heimspiel am 21. Dezember 2000 aus.
Ende 2005 kündigte MLSE eine Modernisierung der westlichen Teils des Air Canada Centre an. Dabei soll die Halle im Jahr 2008 mit dem geplanten Stadtentwicklungsprojekt Maple Leaf Square verbunden werden. Es sind Investitionen von rund 500 Millionen CAD vorgesehen. Geplant sind zwei Restaurants, ein Hotel, ein Einkaufszentrum mit Fanshops der Raptors, Maple Leafs und des Toronto FC, zwei Wohnhochhäuser mit 54 Stockwerken, ein Fernsehstudio und ein öffentlicher Platz. Die Bauarbeiten wurden im Herbst 2010 abgeschlossen und der Gebäudekomplex am 8. Oktober 2010 eingeweiht. Die NBA wählte das Air Canada Centre für das All-Star Game 2016 am 14. Februar des Jahres aus. Damit fand die Veranstaltung erstmals außerhalb der Vereinigten Staaten statt.
Am 29. August 2017 gab MLSE bekannt, dass die Sponsoringrechte an die Scotiabank vergeben werden und die Arena im Juli 2018 in „Scotiabank Arena“ umbenannt wird. Der Vertrag mit Scotiabank hat eine 20-jährige Laufzeit und Medienberichten zufolge ein Volumen von 800 Millionen Dollar.
Am 4. Februar 2024 wurde, nach 2000, zum zweiten Mal das NHL All-Star-Game in der Arena ausgetragen.
Im Sommer 2023 wurden die Premium-Räumlichkeiten, wie Level 100, modernisiert. Im Oktober des Jahres wurden Einzelheiten zur weiteren Modernisierung im Wert von 350 Mio. CAD veröffentlicht. Mit der zweiten Phase wurde im Mai 2024 begonnen und umfasst u. a. die Empfangshallen, Level 200, Suiten, Premium-Clubs, Einzelhandelsflächen sowie die Speisen- und Getränkeangebote. Bis zur Saison 2024/25 sollen die Arbeiten fertiggestellt sein.

## Galerie

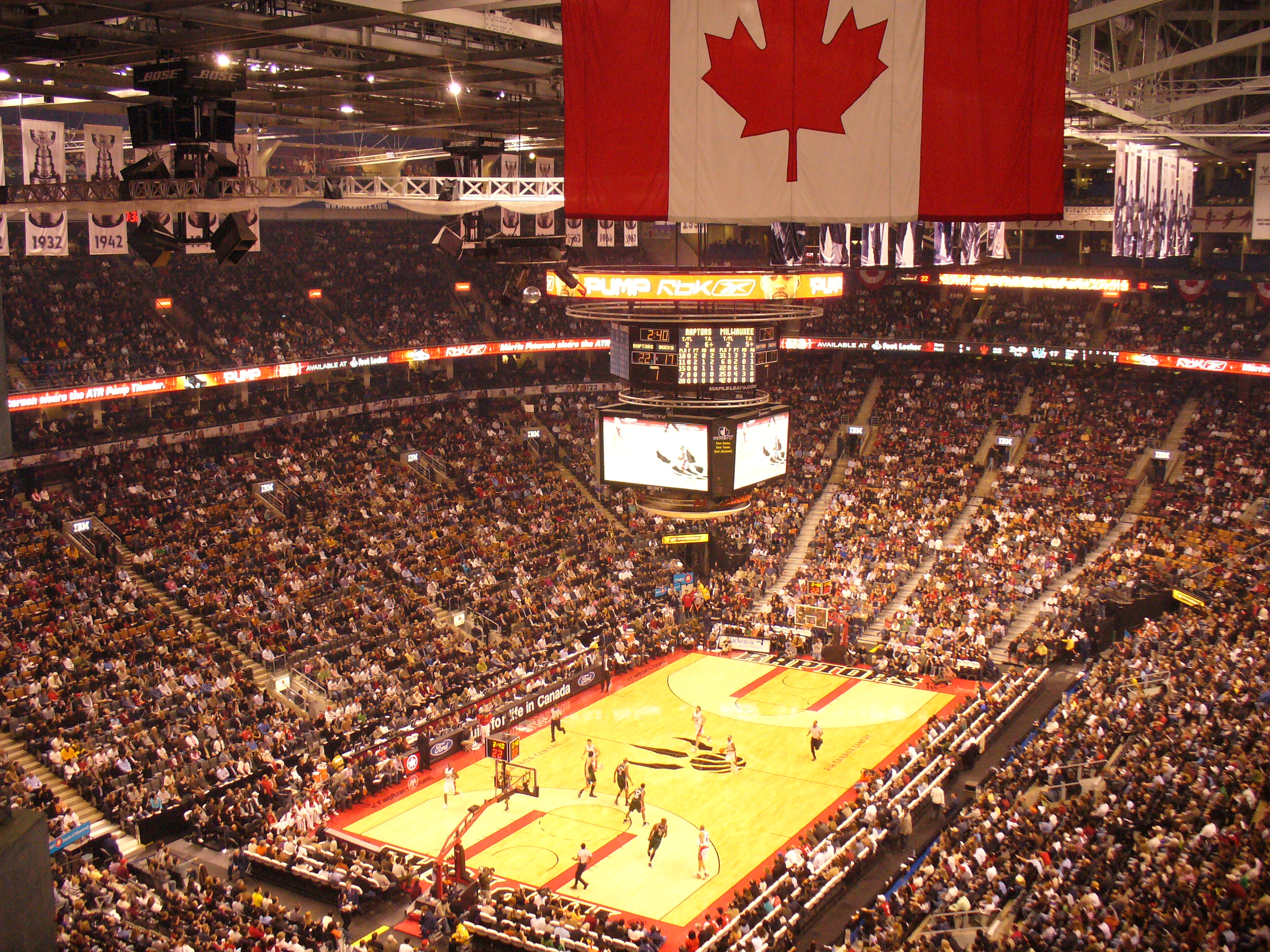
Basketballspiel der Raptors gegen die Milwaukee Bucks (November 2006)
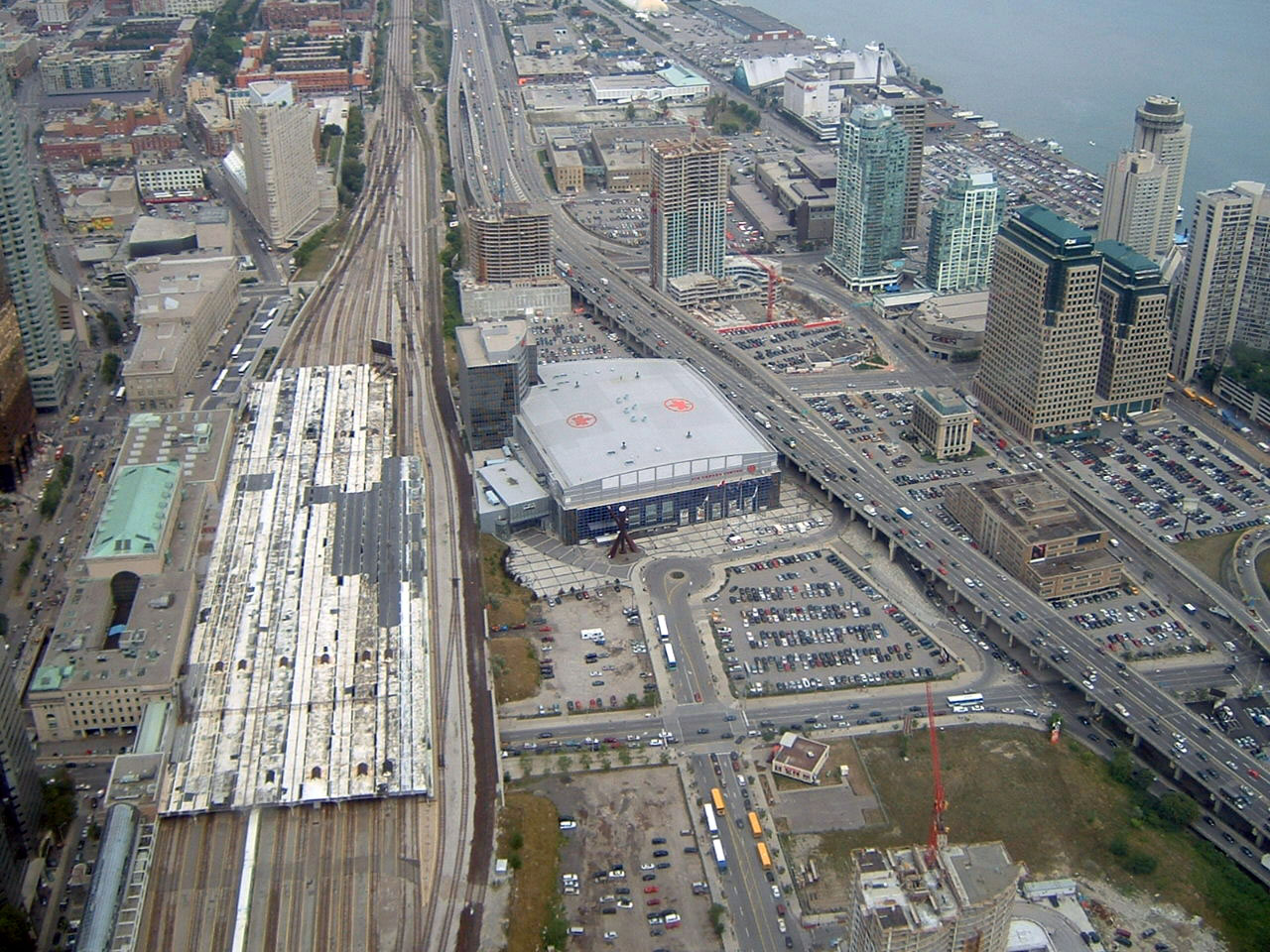
Ansicht der Union Station und des Air Canada Centre vom CN Tower aus (August 2005)
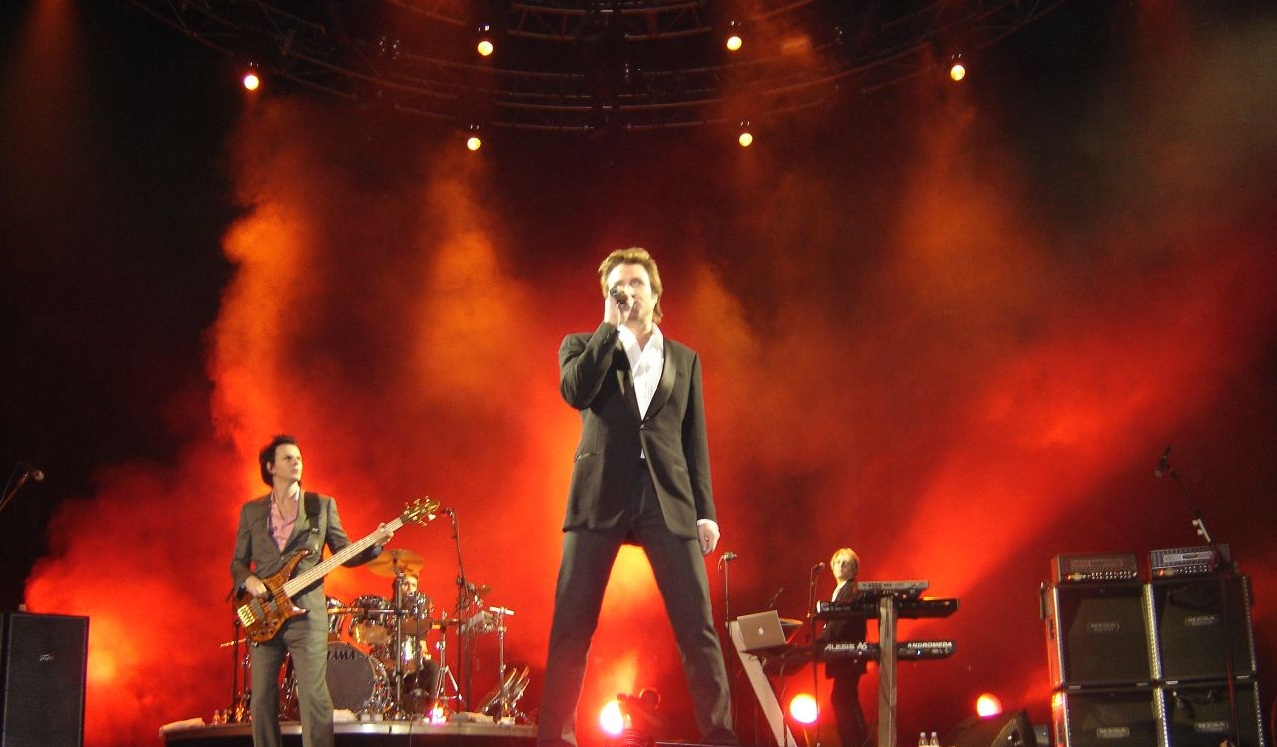
Konzert von Duran Duran im April 2005
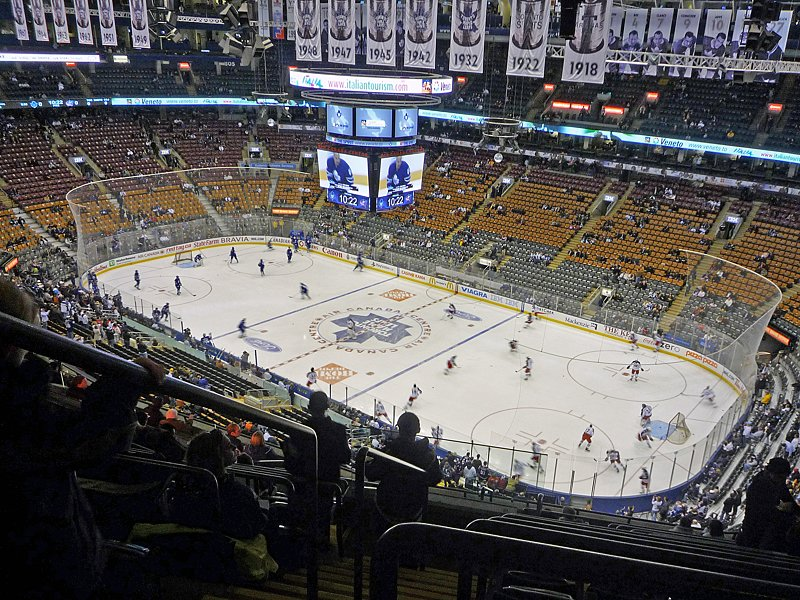
Die Arena mit Eisfläche im Februar 2009